# Thorictus reicherti
Thorictus reicherti is een keversoort uit de familie spektorren (Dermestidae). De wetenschappelijke naam van de soort werd in 1912 gepubliceerd door Erich Wasmann.